# 岩佐寿弥
岩佐 寿弥（いわさ ひさや、1934年10月29日 - 2013年5月4日）は、日本のドキュメンタリー映画監督である。
1959年に岩波映画に入社、小川紳介や土本典昭、黒木和雄らとともに映画研究会「青の会」を結成。1964年にフリーとなり、『ねじ式映画 私は女優?』(1968年)や『眠れ蜜』(1976年)などの実験的なドキュメンタリーを撮り始める。晩年にチベットに関心を持ち始め、チベット難民の青年を描く『オロ』(2012年)などを監督。
遺作となった『オロ』の上映のために宮城県を訪問した際、丸森町の宿泊先の階段から転落して頭部を強打し、大河原町の病院で脳内出血のため死去。78歳。

## フィルモグラフィー

### 映画
- 『とべない沈黙』(1966年) - 脚本
- 『ねじ式映画 私は女優?』(1969年) - 監督
- 『叛軍No.4』(1972年) - 監督
- 『眠れ蜜』(1976年) - 監督、編集
- 『モゥモ チェンガ』(2002年) - 監督
- 『チベット2002 ダラムサラより』(2002年) - 監督
- 『オロ』(2012年) - 監督

### テレビ
- 『京都幻想』(1985年) - 監督
- 『奈良幻想』(1987年) - 監督
- 『プチト・アナコ ロダンが愛した旅芸人花子』(1995年) - 監督
- 『いっちょんわからんやろ 変身の魔術師・麗子クルック』(1996年) - 監督

## 書籍
- 『あの夏、少年はいた』(2005年)　川口汐子, 岩佐寿弥 共著　れんが書房新社

## 出演
- ハイビジョン特集 「あの夏〜60年目の恋文〜」(2006年8月8日、 NHKデジタル衛星ハイビジョン)[4]